# Wetteroth (Rennwagen)

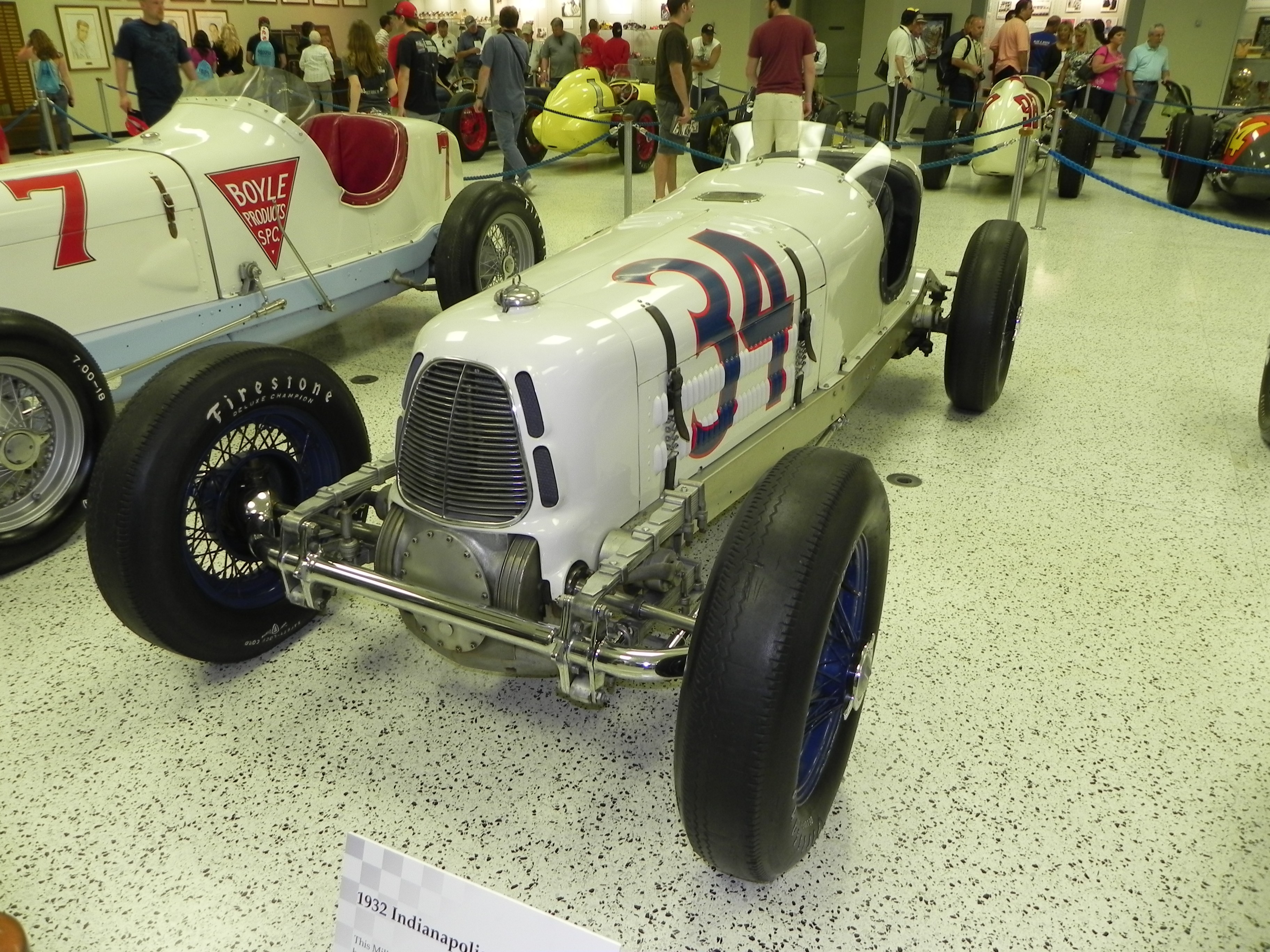
Siegerwagen beim Indianapolis 500 1932

Wetteroth war ein US-amerikanischer Chassis-Hersteller im Monoposto-Rennwagenbau der 1930er- und 1940er-Jahre.

## Renngeschichte
Wetteroth-Chassis kamen vor allem in den AAA-National-Serie zum Einsatz und folgten dem Muster der US-amerikanischen Frontmotor-Monoposto dieser Zeit. Viermal wurde mit Wetterroth-Rennwagen das 500-Meilen-Rennen von Indianapolis gewonnen. 1932 siegte Fred Frame mit einer Durchschnittsgeschwindigkeit von 104,144 Meilen. 1935 ging der Sieg an Kelly Petillo und 1938 war Floyd Roberts als Erster im Ziel. 1941 teilten sich Mauri Rose und Floyd Davis den ersten Platz.
1950 war mit Jim Rathmann am Steuer zum letzten Mal ein Wetteroth in Indianapolis am Start. Rathmann wurde im Rennen 24.